# Каледонія (Міннесота)
Каледонія (англ. Caledonia) — місто (англ. city) в США, в окрузі Г'юстон штату Міннесота. Населення — 2847 осіб (2020).

## Географія
Каледонія розташована за координатами 43°38′3″ пн. ш. 91°30′1″ зх. д. / 43.63417° пн. ш. 91.50028° зх. д. (43.634127, -91.500399).  За даними Бюро перепису населення США в 2010 році місто мало площу 7,36 км², з яких 7,36 км² — суходіл та 0,00 км² — водойми.

## Демографія
Згідно з переписом 2010 року, у місті мешкало 2868 осіб у 1247 домогосподарствах у складі 740 родин. Густота населення становила 390 осіб/км².  Було 1344 помешкання (183/км²).
Расовий склад населення:
| - 96,8 % — білих - 1,3 % — чорних або афроамериканців - 0,7 % — азіатів - 0,3 % — корінних американців |

До двох чи більше рас належало 0,8 %. Частка іспаномовних становила 0,6 % від усіх жителів.
За віковим діапазоном населення розподілялося таким чином: 22,7 % — особи молодші 18 років, 56,9 % — особи у віці 18—64 років, 20,4 % — особи у віці 65 років та старші. Медіана віку мешканця становила 40,5 року. На 100 осіб жіночої статі у місті припадало 95,8 чоловіків;  на 100 жінок у віці від 18 років та старших — 90,1 чоловіків також старших 18 років.
Середній дохід на одне домашнє господарство  становив 52 299 доларів США (медіана — 44 493), а середній дохід на одну сім'ю — 62 721 долар (медіана — 56 375). Медіана доходів становила 41 987 доларів для чоловіків та 30 056 доларів для жінок. За межею бідності перебувало 15,0 % осіб, у тому числі 28,8 % дітей у віці до 18 років та 7,8 % осіб у віці 65 років та старших.
Цивільне працевлаштоване населення становило 1303 особи. Основні галузі зайнятості: освіта, охорона здоров'я та соціальна допомога — 24,0 %, виробництво — 17,0 %, роздрібна торгівля — 11,3 %, будівництво — 11,2 %.